# الدوري البرازيلي الدرجة الثالثة 1981
الدوري البرازيلي الدرجة الثالثة 1981 هو الموسم 1 من الدوري البرازيلي الدرجة الثالثة. أقيم خلال الفترة 8 مارس 1981 وحتى 1 مايو 1981، وأشرف على تنظيمه اتحاد البرازيل لكرة القدم، وكان عدد الأندية المشاركة فيه 24، وفاز فيه نادي أولاريا أتلتيكو.